# Championnat du Luxembourg de football 2023-2024
Navigation
Saison précédente Saison suivante
La saison 2023-2024 de Division nationale est la 110e édition de la première division luxembourgeoise.
Le FC Swift Hesperange est le tenant du titre.
Les participants au championnat sont confrontés à deux reprises aux quinze autres. En fin de saison, les deux derniers sont relégués et les 13e et 14e disputent un barrage contre les 3e et 4e de Promotion d'Honneur.

## Les 16 clubs participants
| \| Dudelange Fola Esch Jeunesse d'Esch Niedercorn Differdange Luxembourg Strassen Pétange Mondorf-les-Bains Schifflange Rosport Marisca Mondercange Käerjéng Hesperange Wiltz \| Localisation des clubs engagés dans le championnat. |
| Dudelange Fola Esch Jeunesse d'Esch Niedercorn Differdange Luxembourg Strassen Pétange Mondorf-les-Bains Schifflange Rosport Marisca Mondercange Käerjéng Hesperange Wiltz                                                           |

| Club                                    | Dernière montée | Classement 2022-2023 | Stade                       | Capacité | Ville             |
| --------------------------------------- | --------------- | -------------------- | --------------------------- | -------- | ----------------- |
| Football Club Swift Hesperange          | 2020            | 1er                  | Stade Alphonse-Theis        | 4 000    | Hesperange        |
| Football Club Progrès Niederkorn        | 2006            | 2e                   | Stade Jos Haupert           | 2 800    | Differdange       |
| F91 Dudelange                           | 1992            | 3e                   | Stade Jos Nosbaum           | 4 650    | Dudelange         |
| Union Titus Pétange                     | 2016            | 4e                   | Stade municipal de Pétange  | 2 400    | Pétange           |
| Football Club Differdange 03            | 2006            | 5e                   | Stade du Thillenberg        | 6 000    | Differdange       |
| Union sportive de Mondorf-les-Bains     | 2014            | 6e                   | Stade John Grün             | 3 600    | Mondorf-les-Bains |
| Association Sportive La Jeunesse d'Esch | 1909            | 7e                   | Stade de la Frontière       | 5 400    | Esch-sur-Alzette  |
| Racing Football Club Union Luxembourg   | 2015            | 8e                   | Stade Achille-Hammerel      | 5 900    | Luxembourg        |
| Football Club UNA Strassen              | 2015            | 9e                   | Complexe Sportif Jean Wirtz | 2 000    | Strassen          |
| Football Club Wiltz 71                  | 2020            | 10e                  | Stade Poetz                 | 2 000    | Wiltz             |
| Football Club Victoria Rosport          | 2014            | 11e                  | VictoriArena                | 2 500    | Rosport           |
| Football Club Mondercange               | 2022            | 12e                  | Stade Communal              | 3 304    | Mondercange       |
| Club Sportif Fola Esch                  | 2008            | 13e                  | Stade Émile-Mayrisch        | 3 900    | Esch-sur-Alzette  |
| UN Käerjéng 97                          | 2022            | 14e                  | Käerjenger Dribbel          | 2 500    | Bascharage        |
| Football Club Schifflange 95            | 2023            | 1er D2               | Stade Rue Denis Netgen      | 3 100    | Schifflange       |
| Football Club Marisca Mersch            | 2023            | 2e D2                | Terrain Schintgespesch      | 1 000    | Mersch            |

- Premier tour de qualification de la Ligue des champions 2023-2024
- Deuxième tour de qualification de la Ligue Europa Conférence 2023-2024
- Premier tour de qualification de la Ligue Europa Conférence 2023-2024
- Promu de Promotion d'Honneur

## Compétition

### Classement
Le classement est basé sur le barème de points classique (victoire à 3 points, match nul à 1, défaite à 0).
Pour départager les égalités, on tient d'abord compte de la différence de buts générale, puis du nombre de buts marqués, puis des confrontations directes et enfin si la qualification ou la relégation est en jeu, les deux équipes jouent une rencontre d'appui sur terrain neutre.